# Muhammad Zia ul-Haq
Muhammad Zia ul-Haq (ur. 12 sierpnia 1924 w Dźalandharze, zm. 17 sierpnia 1988 koło Bahawalpuru) – pakistański zawodowy wojskowy (generał) i polityk, rządzący krajem jako dyktator w latach 1977–1988. Sprawował funkcje głównego administratora stanu wojennego (5 lipca 1977 – 24 marca 1985), premiera (9 czerwca – 17 sierpnia 1988) i prezydenta (16 września 1978 – 17 sierpnia 1988) Pakistanu.
Od 1943 służył w armii, najpierw brytyjskich Indii, a od 1947 – niepodległego Pakistanu. Walczył w II wojnie światowej oraz w walkach indyjsko-pakistańskich w 1965 i 1971. Brał udział w tłumieniu wystąpień Czarnego Września w Jordanii. Od 1976 szef sztabu pakistańskiej armii.
W 1977 w bezkrwawym zamachu stanu obalił rząd premiera Zulfikara Alego Bhutto, straconego przez powieszenie dwa lata później. Wprowadził stan wojenny, który wykorzystywał do zwalczania opozycji. Jako gorliwy muzułmanin forsował islamizację życia społecznego Pakistanu. Pod jego rządami kraj doświadczył największego w swojej historii wzrostu gospodarczego. Po inwazji radzieckiej na Afganistan w 1979 udzielił wsparcia mudżahedinom. Wprowadził Pakistan do ruchu państw niezaangażowanych. W 1985 zniósł stan wojenny, zorganizował wybory i pozwolił na odrodzenie się opozycji. Zginął w zagadkowej katastrofie lotniczej w 1988.

## Życiorys

### Do 1977

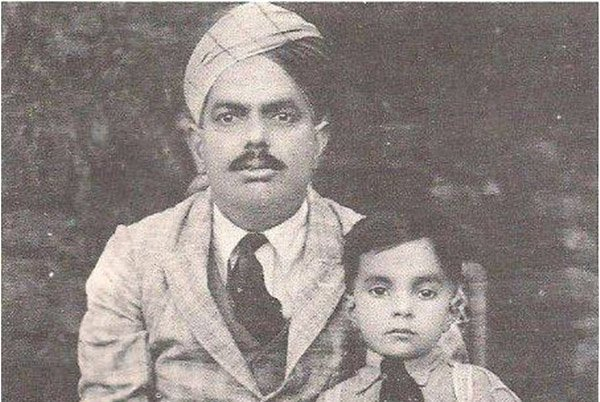
Muhammad Zia ul-Haq z ojcem, 1929

Urodził się 12 sierpnia 1924 w Dźalandharze jako drugie dziecko (najstarszy syn) Muhammada Akrama, oficera i nauczyciela w sztabie armii Indii Brytyjskich . Kształcił się w St. Stephen's College w Delhi.
W 1943 wstąpił do indyjskiej armii . Brał udział w walkach w Birmie, Malajach i Indonezji podczas II wojny światowej. W 1945 ukończył Królewską Indyjską Akademię Wojskową w Dehradun.
Po podziale Indii Brytyjskich w 1947 wstąpił do sił zbrojnych Pakistanu . W latach 1963–1964 odbył szkolenie w Stanach Zjednoczonych. Uczestniczył w walkach indyjsko-pakistańskich w 1965 i 1971 . W latach 1967–1970 kierował pakistańską misją wojskową w Jordanii, w okresie służby w tym kraju brał udział w tłumieniu powstania Czarnego Września . W 1969 awansował na stopień generała brygadiera, a w 1972 – generała majora. Prezydent Zulfikar Ali Bhutto mianował go przewodniczącym trybunału wojskowego, który wszczął śledztwo przeciwko 59 oficerom oskarżonym o przygotowywanie spisku przeciwko Bhutto. W 1975 Zia został generałem porucznikiem.
1 marca 1976 Bhutto (już jako premier) mianował Zię ul-Haqa szefem sztabu armii Pakistanu, promując go jednocześnie na stopień generała. Zia wyprzedził pięciu starszych oficerów. Bhutto uznał go za głęboko wierzącego muzułmanina, niemającego politycznych ambicji.

### 1977–1988

#### Zamach stanu w 1977
Kierowana przez Bhutto Pakistańska Partia Ludowa (PPP) wygrała wybory parlamentarne z 7 marca 1977, ale opozycja skupiona w Pakistańskim Sojuszu Narodowym oskarżyła rząd o fałszerstwa. W ciągu następnych czterech miesięcy w zamieszkach zginęło ok. 350 osób. Zdając sobie sprawę, że przedłużanie się niepokojów społecznych sprowokuje przewrót wojskowy, na początku lipca premier zawarł z opozycją porozumienie. Nowe wybory zaplanowano na dzień 15 października.
Jednak już 5 lipca Zia przejął władzę w bezkrwawym zamachu stanu. Wprowadził stan wojenny (ogłaszając się głównym administratorem), zawiesił konstytucję i rozwiązał parlament, zapowiadając przeprowadzenie wyborów w ciągu 90 dni.
Zamach stanu spowodował krótkotrwałe niesnaski w dowództwie pakistańskich sił zbrojnych. Dowódca sił lotniczych, gen. Zulfikar Ali Khan oraz szef połączonych sztabów i formalnie najwyższy rangą wojskowy gen. Muhammad Shariff nie poparli przewrotu, jednak Zia wymusił na prezydencie Fazalu Ilahim Chaudhrym wymianę dowództwa. Nowe kierownictwo wojska poparło zaś pucz, uznając go za konieczny dla zapobieżenia wojnie domowej. Opinię tę podzielił pakistański Sąd Najwyższy. Rok po zamachu prezydent Chaudhry zrzekł się urzędu, który objął Zia, przejmując tym samym pełnię władzy.

#### Proces i egzekucja Bhutto
Obalony premier Zulfikar Ali Bhutto był dwukrotnie zatrzymywany i zwalniany, ostatecznie trafił do aresztu we wrześniu 1977. Wysoki Sąd w Lahaurze oskarżył go o zlecenie w 1974 zabójstwa ojca dysydenta z PPP i 18 marca 1978 skazał byłego premiera na śmierć, mimo iż nie został on uznany winnym udziału w zbrodni. 6 lutego 1979 Sąd Najwyższy odrzucił apelację Bhutto i podtrzymał wyrok śmierci. To samo w dniu 24 marca Sąd uczynił ze skargą rewizyjną. Mimo licznych apeli zagranicznych przywódców (m.in. sekretarza generalnego ONZ Kurta Waldheima, papieża Jana Pawła II, sekretarza generalnego KPZR Leonida Breżniewa, prezydenta Stanów Zjednoczonych Jimmy'ego Cartera – który osobiście zadzwonił do Zii ul-Haqa z prośbą o wstrzymanie egzekucji, premiera ChRL Hua Guofenga i przewodniczącego Rady Państwa PRL Henryka Jabłońskiego) i Pakistańczyków o ułaskawienie Bhutto, były premier został powieszony 4 kwietnia 1979.

#### Polityka wewnętrzna
Demonstracje w obronie Bhutto dały prezydentowi pretekst do odwołania wyborów i delegalizacji partii politycznych. W zamian Zia powołał w 1980 Madżlis-e Szura – liczące 284 członków zgromadzenie doradcze, złożone z osobistości powoływanych przez prezydenta. Ponadto Zia wydał zakaz strajków i wprowadził cenzurę prasy. Reżim generała dopuszczał się w walce z opozycją m.in. tortur, zabójstw przeciwników politycznych i prześladowań dziennikarzy. Benazir Bhutto, córka powieszonego premiera, w latach 1978–1984 przebywała w areszcie domowym, a następnie do 1986 na emigracji w Londynie.
Jako pobożny muzułmanin Zia był zwolennikiem islamizacji pakistańskiego społeczeństwa. Uważał, że prowadzona przez rząd Bhutto polityka sekularyzacyjna jest nie do przyjęcia, jako nie tylko sprzeczna z naturą islamu, ale także konfliktogenna i prowadząca do erozji społeczeństwa. Do tego prowadzona przez komunistyczne władze Afganistanu walka z religią dała przywódcy Pakistanu okazję do propagandowego przedstawienia swojego reżimu jako obrońcy islamu i podstawowych wartości, zagrożonych przez obce idee importowane z Zachodu. W okresie rządów dyktatora wzrosła w kraju liczba meczetów. Reżim założył liczne szkoły religijne, mające kształcić uczniów w duchu islamu. Do prawa karnego wprowadzono szereg kar przewidzianych przez szariat (np. za kradzież groziło obcięcie ręki, a za złamanie zakazu sprzedaży i spożywania alkoholu przez muzułmanów – publiczna chłosta). Pogorszeniu uległa pozycja kobiet w sferze obyczajowej – pracownice instytucji państwowych (przede wszystkim nauczycielki) oraz studentki zmuszono do noszenia czadoru. Podjęto walkę z kulturą Zachodu, usuwając zachodnią muzykę z pakistańskiej telewizji oraz zamykając kina. Zia rozpoczął też walkę z identyfikującym się jako muzułmański ruchem ahmadijja (jego członkowie już za rządu Bhutto zostali uznani za niemuzułmanów), wprowadzając karę śmierci za jego praktyki. Wprowadzono zakaz publicznego spożywania posiłków i napojów podczas ramadanu, za złamanie którego groziła kara trzech miesięcy więzienia i 500 rupii pakistańskich grzywny. Islamizacja objęła też media: radio i telewizja nadawały wiadomości w języku arabskim, prezenterki zostały zmuszone do zakrywania twarzy, wreszcie w radiu i telewizji nadawany był adhan. W 1986 wprowadzono karę śmierci za bluźnierstwo. Polityka islamizacyjna spotkała się ze sprzeciwem klasy średniej oraz mniejszości szyickiej i spowodowała emigrację wielu wykształconych Pakistańczyków.
Pod rządami Zii ul-Haqa Pakistan przeżył największy w swojej historii wzrost gospodarczy, należąc do najszybciej rozwijających się krajów świata. W latach 1977–1986 produkt krajowy brutto Pakistanu wzrastał średnio o 6,8% rocznie, a kraj osiągnął samowystarczalność w dziedzinie produkcji żywności. Tak dobre wyniki gospodarcze były efektem m.in. wycofania się przez rząd Zii ul-Haqa z socjalistycznej polityki Bhutto. Koniunkturę dodatkowo nakręcała wojna w Afganistanie.

#### Polityka zagraniczna

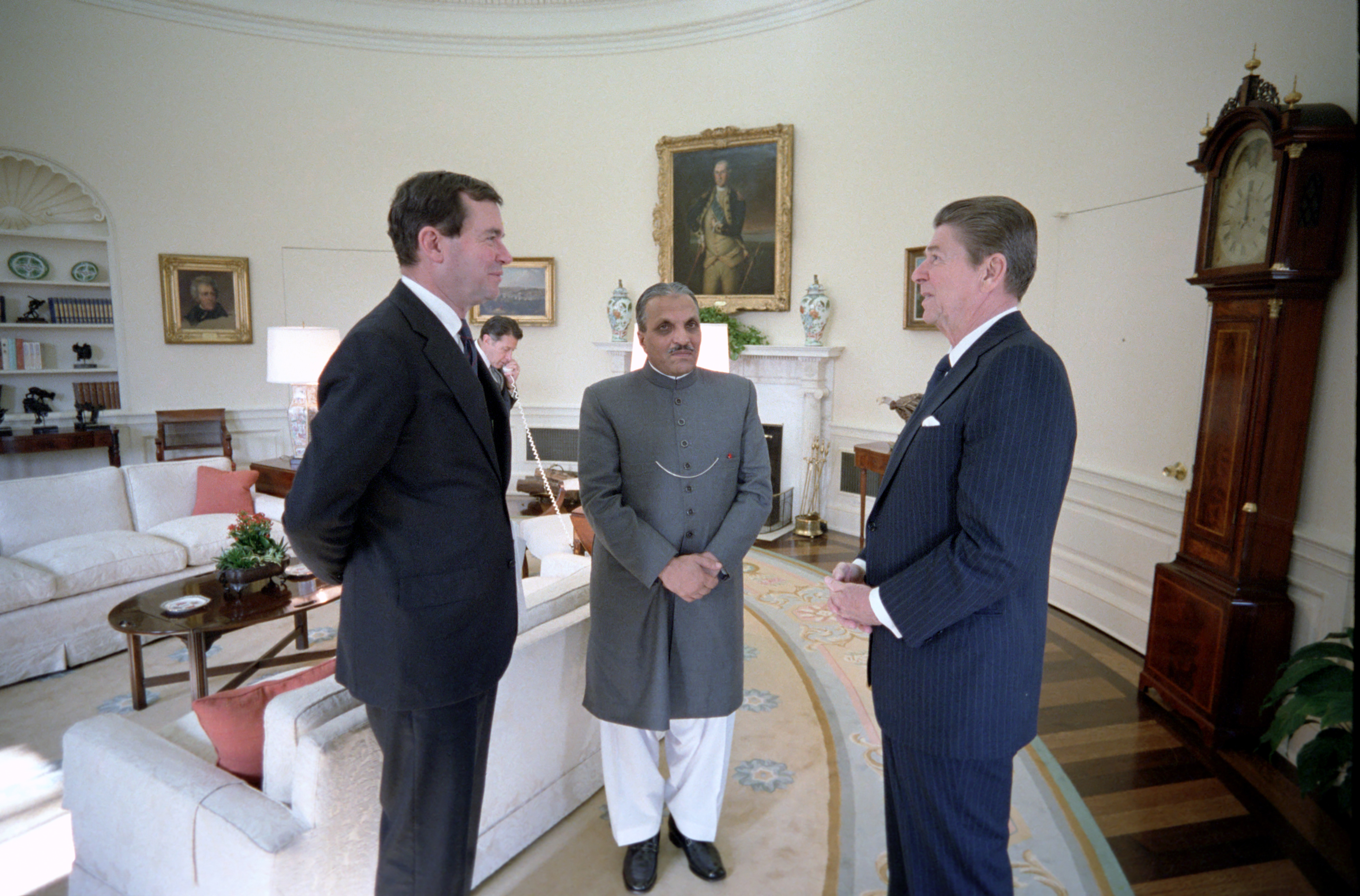
Zia ul-Haq, prezydent Stanów Zjednoczonych Ronald Reagan i doradca ds. bezpieczeństwa narodowego William P. Clark, 1982

25 grudnia 1979 Armia Radziecka rozpoczęła inwazję na Afganistan w obronie zainstalowanego przez Moskwę reżimu komunistycznego . Zia, uznawszy, że stwarza to zagrożenie dla bezpieczeństwa Pakistanu, zdecydowanie poparł mudżahedinów . Nie tylko umożliwiał przekazywanie im broni przez kraje muzułmańskie i Stany Zjednoczone, ale też pozwolił partyzantom na zakładanie obozów szkoleniowych na terytorium Pakistanu . Przyjął też 3 mln afgańskich uchodźców . Pakistan dzięki temu wszedł w łaski Zachodu, znacznie zelżała też krytyka (rozpoczętego już przez rząd Bhutto) pakistańskiego programu jądrowego . Zia kontynuował wsparcie dla mudżahedinów pomimo zawarcia w Genewie 14 kwietnia 1988 porozumienia pomiędzy Pakistanem, Afganistanem, Stanami Zjednoczonymi i ZSRR w sprawie wycofania wojsk radzieckich z Afganistanu.
Za rządów Zii ul-Haqa Pakistan w 1979 wycofał się z CENTO i przystąpił do ruchu państw niezaangażowanych. Zia utrzymywał bliskie relacje ze światem muzułmańskim, podejmował wysiłki na rzecz zakończenia wojny iracko-irańskiej. Jednocześnie był oskarżany przez Indie o wspieranie terrorystów sikhijskich.

#### Wzrost opozycji. Powrót do rządów parlamentarnych
Mimo gospodarczej prosperity kraju, dyktatura generała nie cieszyła się w społeczeństwie popularnością. W 1981 dziewięć partii zawiązało Ruch na rzecz Przywrócenia Demokracji (MRD), którego trzonem była PPP kierowana przez Benazir Bhutto i jej matkę Nusrat. Sprzeciwiał się on radykalnej islamizacji i militaryzacji życia społecznego Pakistanu.
W zamian za udzielaną Pakistanowi pomoc wojskową i gospodarczą, Stany Zjednoczone oczekiwały od generała liberalizacji politycznej. W 1984 Zia zorganizował referendum w sprawie kontynuacji swoich rządów. W głosowaniu z 19 grudnia 1984, ponad 95% głosujących opowiedziało się za powierzeniem generałowi urzędu prezydenta na kolejne pięć lat. Frekwencja wyniosła zaledwie 10%. W następstwie referendum, Zia ogłosił wybory do Zgromadzenia Narodowego i zgromadzeń prowincjonalnych. Zgodnie z poprawką do konstytucji z 1973, miały one mieć charakter bezpartyjny. Kandydaci musieli uzyskać poparcie co najmniej 50 osób. Głosowanie, zbojkotowane przez MRD, odbyło się w dniach 25 (Zgromadzenie Narodowe) i 28 (zgromadzenia prowincjonalne) lutego 1985, tym razem przy wysokiej (53,69% w wyborach do Zgromadzenia Narodowego i 57,37% w elekcji zgromadzeń prowincjonalnych) frekwencji. Po wyborach funkcję premiera objął uległy wobec generała Mohammad Khan Junejo.
14 listopada 1985 przyjęta została ósma poprawka do konstytucji. Przyznała ona prezydentowi szerokie prerogatywy, m.in. uprawnienie do rozwiązania Zgromadzenia Narodowego według własnego uznania.
Pod koniec 1985 Zia zniósł stan wojenny. W 1986 do kraju powróciła też przywódczyni PPP Benazir Bhutto, która rozpoczęła kampanię na rzecz przeprowadzenia wolnych wyborów. Zdławiona w latach 1977–1979 opozycja zaczęła się odradzać, szczególnie w tych prowincjach, gdzie silne wpływy miała PPP. Zia zaczął tracić poparcie wśród elit i dowódców wojska. W tej sytuacji 29 maja 1988 prezydent odwołał rząd Junejo i rozwiązał Zgromadzenie Narodowe oraz zgromadzenia prowincjonalne, zapowiadając nowe wybory w terminie 90 dni.

#### Śmierć i pogrzeb

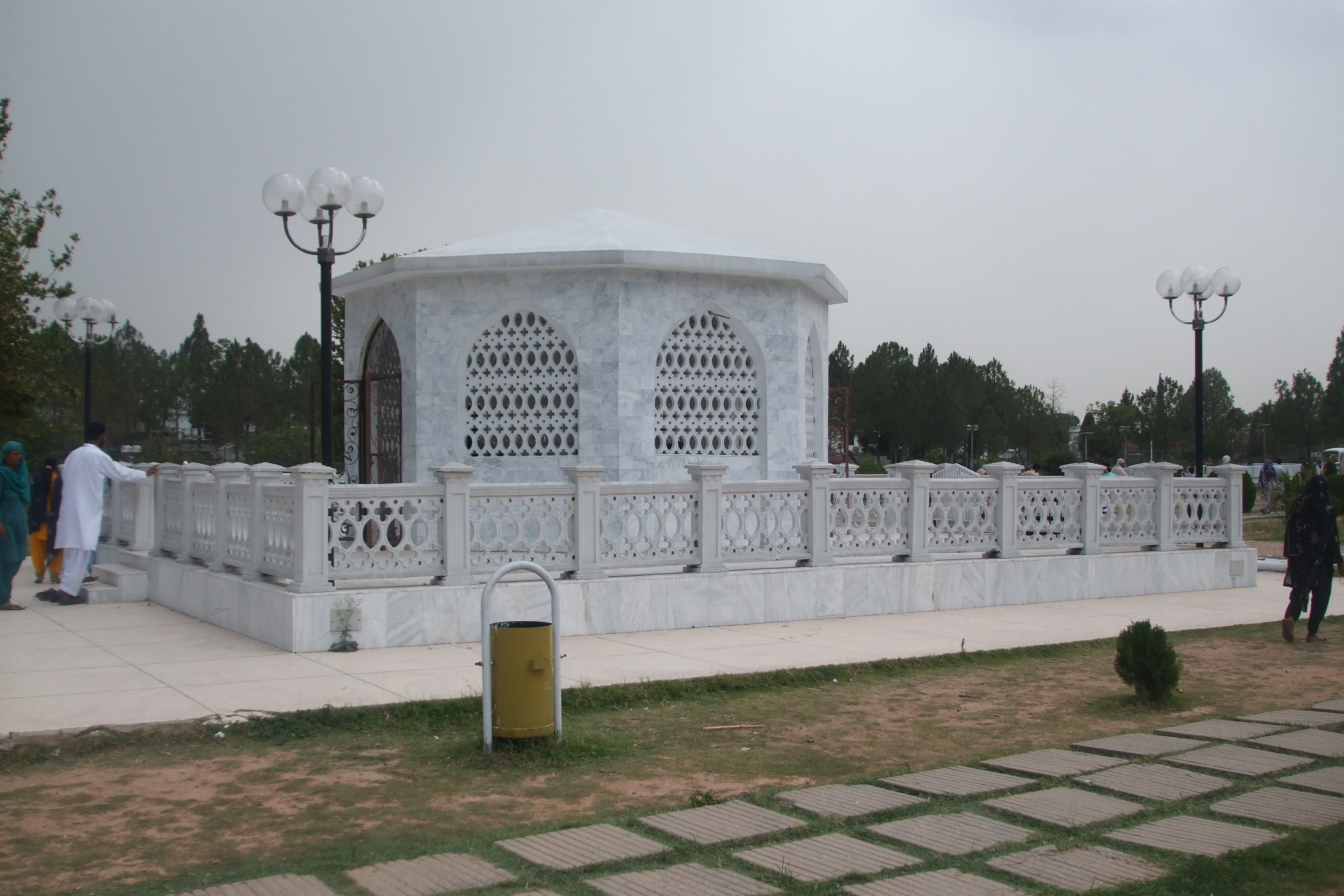
Grobowiec Muhammada Zii ul-Haqa

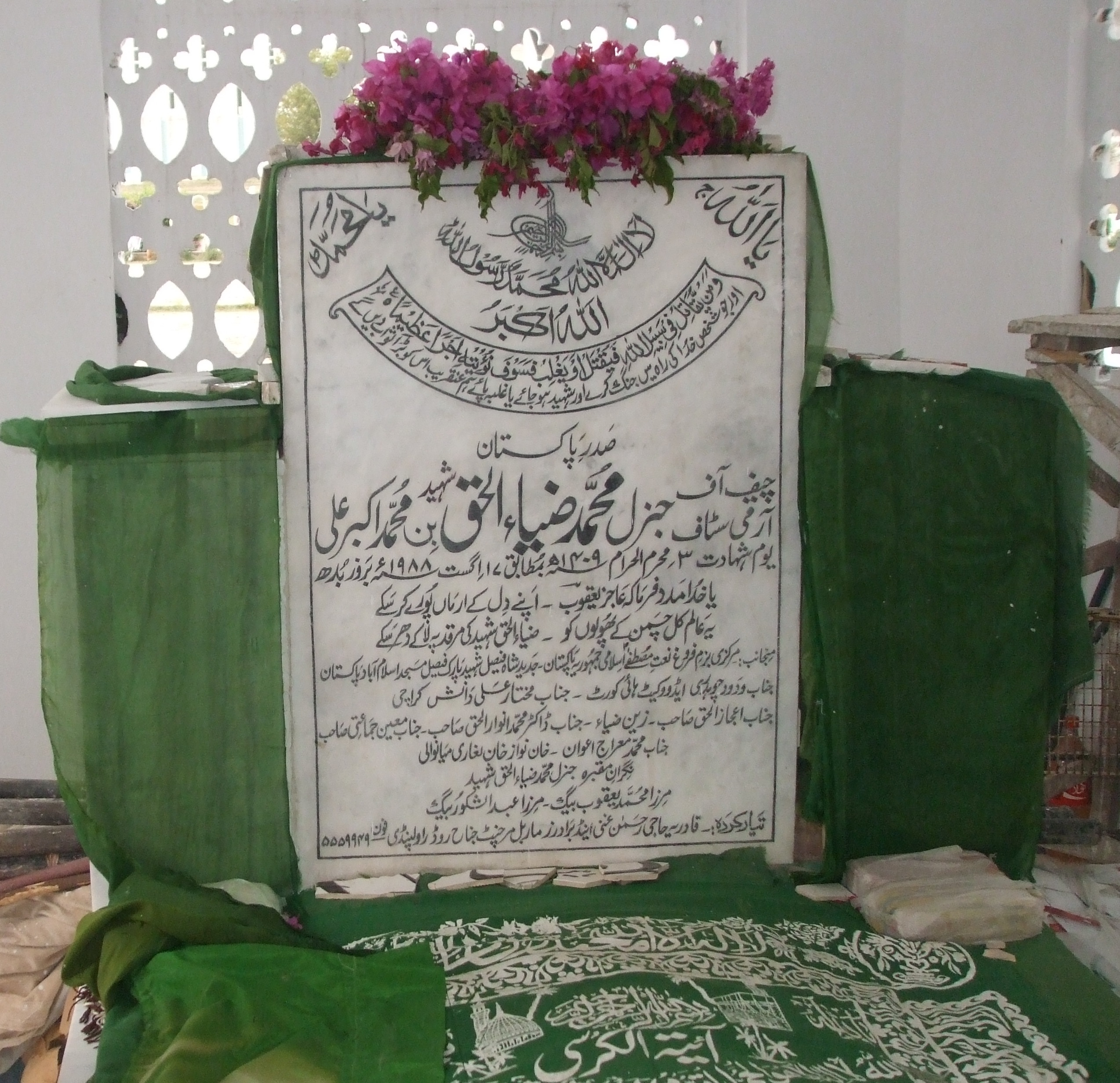
Nagrobek Zii ul-Haqa

17 sierpnia 1988 Zia udał się do Bahawalpuru na demonstrację czołgu M1 Abrams. Powrotny samolot Lockheed C-130 Hercules, zwany Pak-1, pilotowany przez Mashhooda Hassana (którego osobiście wybrał Zia), tuż po starcie z lotniska w Bahawalpurze rozbił się na pustyni (według części źródeł – eksplodował w powietrzu). Wszystkie 31 osób obecnych na pokładzie zginęło. Oprócz prezydenta, wśród ofiar było ośmiu innych generałów – niemal wszyscy najwyżsi dowódcy pakistańskiego wojska (m.in. szef połączonych sztabów gen. Akhtar Abdur Rahman, wcześniej długoletni szef pakistańskiego wywiadu Inter-Services Intelligence, oraz szef sztabu generalnego Mohammed Afzaal), ambasador Stanów Zjednoczonych w Pakistanie Arnold Raphel oraz amerykański attaché wojskowy gen. Herbert M. Wassom. Okoliczności katastrofy (zarówno Zia, jak i Abdur Rahman nie chcieli początkowo udać się na pokaz, ulegając dopiero usilnym namowom swoich współpracowników, z kolei zastępca szefa sztabu armii generał Mirza Aslam Beg – jako jedyny z towarzyszących prezydentowi dowódców – wrócił do Islamabadu inną maszyną) wskazują na zamach. Śledztwo nie wskazało winnych, jednak za najbardziej prawdopodobną przyczynę katastrofy uznało „zbrodniczy akt sabotażu”.
Po śmierci Zii ul-Haqa obowiązki prezydenta, zgodnie z konstytucją, przejął przewodniczący Senatu Ghulam Ishaq Khan. Rząd Pakistański zarządził 10 dni żałoby narodowej, opuszczono flagi do połowy masztu, odwołano wszelkie wydarzenia publiczne oraz zamknięto instytucje publiczne i szkoły na trzy dni. Żałobę narodową ogłoszono również w Egipcie (7 dni), Kubie (3 dni), Brazylii (3 dni), Indiach (3 dni), Jordanii (3 dni) i Chile (1 dzień). Zia został pochowany w meczecie Króla Fajsala w Islamabadzie.

## Życie prywatne
Muhammad Zia ul-Haq był żonaty z Shafiq Jahan, z którą miał pięcioro dzieci. Jego dwaj synowie, Ijaz ul-Haq i młodszy Anwar ul-Haq, zaangażowali się w życie polityczne. Prowadził ascetyczny tryb życia: twierdził, że nie pobiera za swoją pracę wynagrodzenia; spał na słomie.

## Wybrana bibliografia
- Świat w przekroju 1980. Warszawa: Wiedza Powszechna, 1980. ISSN 0137-6799.
- Wielka historia świata. T. 12: Od drugiej wojny światowej do XXI wieku. Kraków-Warszawa: Oficyna Wydawnicza FOGRA, Świat Książki, 2006. ISBN 83-60657-01-7.
- Wojciech Tomaszewski: Kto zabił prezydenta? Zagadka śmierci Muhammada Zia ul-Haq (cz. 1). Histmag, 2014-04-01. [dostęp 2020-07-16].
- Wojciech Tomaszewski: Kto zabił prezydenta? Zagadka śmierci Muhammada Zia ul-Haq (cz. 2). Histmag, 2014-04-11. [dostęp 2020-07-16].